# Lamproscatella sibilans
Lamproscatella sibilans är en tvåvingeart som först beskrevs av Alexander Henry Haliday 1833.  Lamproscatella sibilans ingår i släktet Lamproscatella och familjen vattenflugor. Arten är reproducerande i Sverige. Inga underarter finns listade i Catalogue of Life.